# كسيوبية
الكسيوبية (الاسم العلمي: Cassiopeidae) هي فصيلة من الحيوانات تتبع الرتبة جذريات الفم من طائفة الفنجانيات.

## التصنيف
- الكسيوبيا